# Carex standleyana
Carex standleyana är en halvgräsart som beskrevs av Julian Alfred Steyermark. Carex standleyana ingår i släktet starrar, och familjen halvgräs. Inga underarter finns listade i Catalogue of Life.